# Thruxton Aerodrome
Thruxton Aerodrome är en flygplats i Storbritannien.   Den ligger i grevskapet Hampshire och riksdelen England, i den södra delen av landet, 110 km väster om huvudstaden London. Thruxton Aerodrome ligger 87 meter över havet.
Terrängen runt Thruxton Aerodrome är platt. Runt Thruxton Aerodrome är det ganska tätbefolkat, med 179 invånare per kvadratkilometer. Närmaste större samhälle är Andover, 7,4 km öster om Thruxton Aerodrome. Trakten runt Thruxton Aerodrome består till största delen av jordbruksmark.